# Real Fábrica de Louça

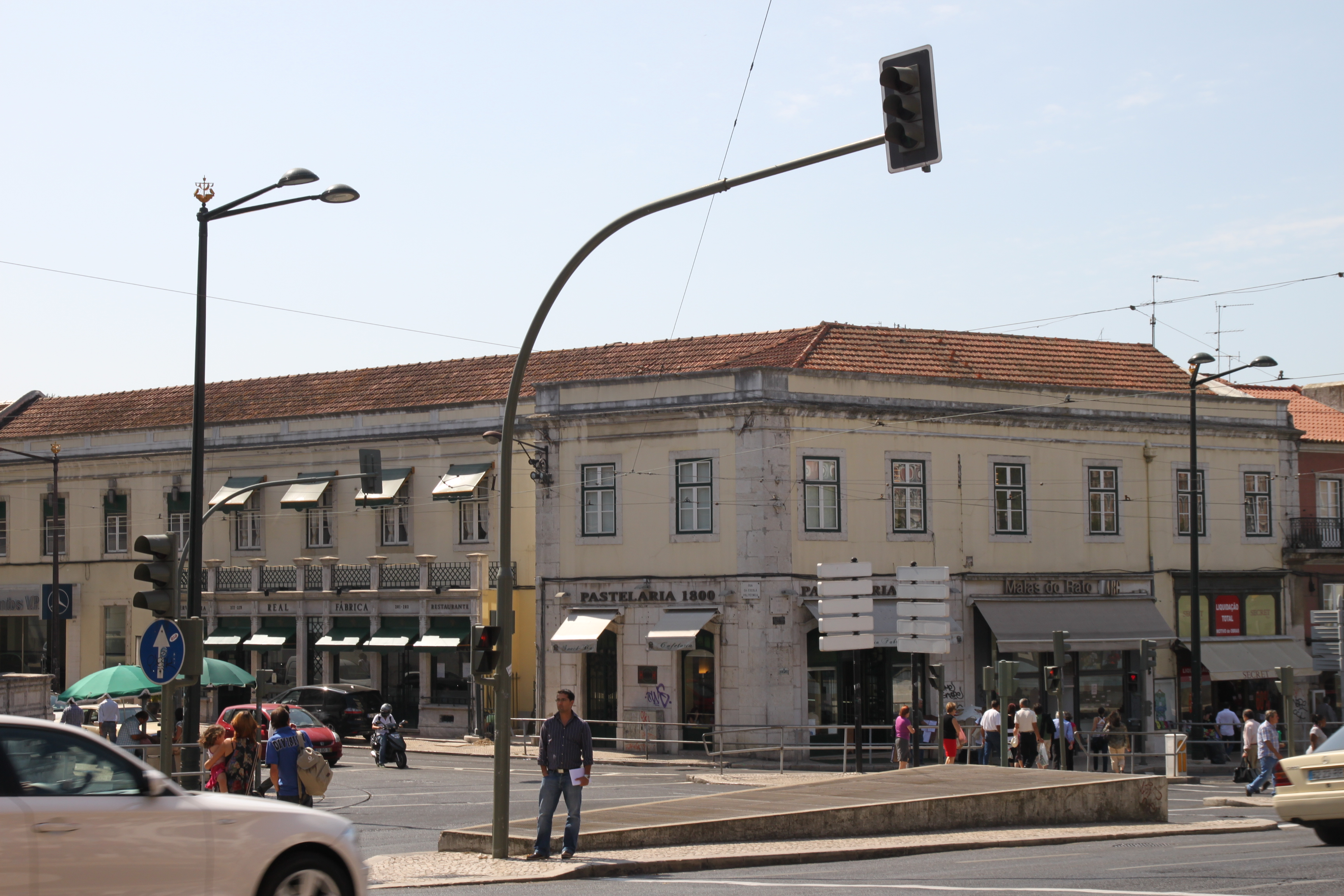
Parte do edifício da Real Fábrica das Sedas

A Real Fábrica de Louça ou Real Fábrica de Louça do Rato foi uma fábrica de cerâmica existente em Lisboa, Portugal, ao Largo do Rato, anexa à Real Fábrica das Sedas, mandada fundar pelo Marquês de Pombal, que laborou de 1767 a 1835 e foi pioneira em Portugal na fabricação moderna de cerâmica, que veio substituir as olarias artesanais que até então existiam.
A Real Fábrica de Louça foi um marco da política industrial do Marquês de Pombal e permitiu formar gerações de pintores ceramistas, sendo responsável pela alteração de costumes e hábitos alimentares das classes altas portuguesas no século XVIII.